# 鄭廷揚
鄭廷揚（？—？），字佐才，同安高浦人，清代舉人、進士。

## 生平
乾隆末年，鄭廷揚隨父從同安遷居臺灣滬尾（今新北市淡水區），後遷居大龍峒，其父經商，以批發布帛致富。鄭廷揚「秉性凝重」，家人不忍浪費其才智，於是命令鄭廷揚與其弟鄭廷彩一同研讀經史，但鄭廷彩不想讀書，只留下鄭廷揚一人。鄭廷揚雖努力參加科舉考試，但屢試不售。
同治四年（1865年）鄭廷揚中舉，同治七年（1868年）赴京參加會試，恩賜進士，授翰林院檢討。光緒初年返回臺灣，在大稻埕建有一棟宅第，但回台後不久即過世。